# Ralph Albert Blakelock
Ralph Albert Blakelock (Nova Iorque, 1847 - 1919) foi um pintor estadunidense especializado em paisagens e autodidacta.
Viveu uma vida de dificuldades, agravadas por uma doença mental, que se pensa ter sido esquizofrenia, e que o levou ao internamento de 1899 a 1916. Os seus quadros estão entre os mais frequentemente falsificados na arte americana.